# You Can't Stop Rock 'n' Roll
Albums de Twisted Sister
Under the Blade
(1982) Hungry
(1984)
You Can't Stop Rock 'n' Roll est le second album musical du groupe Twisted Sister sorti en 1983.

## Liste des chansons
| No  | Titre                        | Durée |
| --- | ---------------------------- | ----- |
| 1.  | The Kids Are Back            | 3:16  |
| 2.  | Like a Knife in the Back     | 3:03  |
| 3.  | Ride to Live, Live to Ride   | 4:04  |
| 4.  | I Am (I'm Me)                | 3:34  |
| 5.  | The Power and the Glory      | 4:20  |
| 6.  | We're Gonna Make It          | 3:44  |
| 7.  | I've Had Enough              | 4:02  |
| 8.  | I'll Take You Alive          | 3:08  |
| 9.  | You're Not Alone             | 4:02  |
| 10. | You Can't Stop Rock 'n' Roll | 5:40  |